# Zapiski Towarzystwa Naukowego w Toruniu
Zapiski Towarzystwa Naukowego w Toruniu – kwartalnik ukazujący się od 1908 do 1955 roku w Toruniu. Wydawcą było Towarzystwo Naukowe w Toruniu. Publikowane w nim były artykuły naukowe, recenzje, materiały dotyczące historii Pomorza. 